# Чемпіонат Німеччини з хокею 2004—2005
Чемпіонат Німеччини з хокею 2005 — 88-ий чемпіонат Німеччини з хокею, чемпіоном став Айсберен Берлін. Чемпіонат тривав з 17 вересня 2004 року по 13 березня 2005 року. Матчі серії плей-оф проходили з 10 березня по 18 квітня 2005 року.

## НХЛ
Через локаут в Національній хокейній лізі до Німеччини прибув цілий «десант» гравців з НХЛ.
- Айсберен Берлін: Олаф Кельціг (Вашингтон Кепіталс), Ерік Коул (Кароліна Гаррікейнс), Натан Демпсі (Лос-Анджелес Кінгс)
- Гамбург Фрізерс: Жан-Себастьян Жигер (Майті Дакс оф Анагайм), Джим Дауд (Монреаль Канадієнс)
- Адлер Мангейм: Свен Бутеншон (Нью-Йорк Айлендерс), Йохен Гехт (Баффало Сейбрс), Яннік Трамбле (Атланта Трешерс), Крістобаль Юе (Монреаль Канадієнс), Енді Делмор (Баффало Сейбрс)
- Інґольштадт: Марко Штурм (Сан-Хосе Шаркс), Джеймі Лангенбраннер (Нью-Джерсі Девілс), Енді Мак-Дональд (Майті Дакс оф Анагайм), Аарон Ворд (Кароліна Гаррікейнс)
- Ізерлон Рустерс: Майк Йорк (Едмонтон Ойлерс), Джон-Майкл Лайлз (Колорадо Аваланч)
- Крефельдські Пінгвіни: Крістофер Коланос (Фінікс Койотс), Том Прайссінг (Сан-Хосе Шаркс)
- Грізлі Адамс Вольфсбург: Тай Конклін (Едмонтон Ойлерс)
- ДЕГ Метро Старс: Кевін Адамс (Кароліна Гаррікейнс)
- Франкфурт Лайонс: Стефан Робіда (Чикаго Блекгокс), Дуг Вейт (Сент-Луїс Блюз)
- Ганновер Скорпіонс: Пол Мара (Фінікс Койотс)
- Кассель Хаскіс: Нік Шульц (Міннесота Вайлд)
- Кауфбойрен: Алекс Генрі (Міннесота Вайлд)
- Дуйсбург: Нолан Пратт (Тампа-Бей Лайтнінг)

## Регулярний сезон
| М   | Команда                 | І  | В  | ВО | ПО | П  | Ш       | О   |
| --- | ----------------------- | -- | -- | -- | -- | -- | ------- | --- |
| 1.  | «Франкфурт Лайонс»      | 52 | 30 | 5  | 3  | 14 | 197:124 | 103 |
| 2.  | Айсберен Берлін         | 52 | 31 | 1  | 6  | 14 | 166:141 | 101 |
| 3.  | Нюрнберг Айс Тайгерс    | 52 | 25 | 8  | 4  | 15 | 188:131 | 95  |
| 4.  | Кельнер Гайє            | 52 | 26 | 3  | 8  | 15 | 146:120 | 92  |
| 5.  | Інгольштадт             | 52 | 26 | 5  | 3  | 16 | 149:139 | 91  |
| 6.  | Адлер Мангейм           | 52 | 23 | 3  | 5  | 21 | 151:150 | 80  |
| 7.  | Аугсбург Пантерс        | 52 | 22 | 2  | 6  | 22 | 150:154 | 76  |
| 8.  | Гамбург Фрізерс         | 52 | 22 | 4  | 2  | 26 | 133:148 | 76  |
| 9.  | Крефельдські Пінгвіни   | 52 | 18 | 8  | 3  | 23 | 145:159 | 73  |
| 10. | ДЕГ Метро Старс         | 52 | 19 | 5  | 4  | 24 | 139:152 | 71  |
| 11. | Ізерлон Рустерс         | 52 | 17 | 4  | 5  | 26 | 138:156 | 64  |
| 12. | Ганновер Скорпіонс      | 52 | 15 | 6  | 3  | 28 | 133:175 | 60  |
| 13. | Грізлі Адамс Вольфсбург | 52 | 16 | 3  | 4  | 29 | 134:174 | 58  |
| 14. | Кассель Хаскіс          | 52 | 10 | 7  | 8  | 27 | 127:173 | 52  |

Скорочення: М = підсумкове місце, І = ігри, В = перемоги, ВО = перемога в овертаймі, ПО = поразки в овертаймі, П = поразки,  Ш = закинуті та пропущені шайби, О = набрані очки
Згідно з регламентом за перемогу - три очка, за перемогу в овертаймі - два очка, за поразку в овертаймі - одне очко.

## Серія за збереження місця у НХЛ
- Грізлі Адамс Вольфсбург — Кассель Хаскіс 2:0, 0:3, 7:0, 2:4,	0:2, 4:1, 3:2

## Плей-оф

### Чвертьфінали
- «Франкфурт Лайонс» — Гамбург Фрізерс 3:2, 1:2, 5:0, 2:4, 1:0 ОТ, 1:0 ОТ
- Нюрнберг Айс Тайгерс — Адлер Мангейм 4:5, 4:3 ОТ, 0:4, 3:4, 5:3, 1:3
- Кельнер Гайє — Інгольштадт 4:2,	0:4, 3:2 ОТ, 2:4, 3:4, 3:1, 2:5
- Айсберен Берлін — Аугсбург Пантерс 3:2, 3:0, 2:1, 5:6, 5:1

### Півфінали
- «Франкфурт Лайонс» — Адлер Мангейм 3:4, 1:3, 4:3, 2:1 ОТ, 0:2
- Айсберен Берлін — Інгольштадт 3:5, 3:2, 4:2, 4:2

### Фінал
- Айсберен Берлін — Адлер Мангейм 5:3, 4:0, 4:1